# 임유무
임유무(林惟茂, 1248년~1270년)는 고려 후기의 무신, 권신 겸 정치가이며 무신정권의 마지막 집권자였다. 그가 죽음으로써 무신정권은 소멸하였고, 이후 고려는 몽골에게 항복하면서 원나라에게 지배를 받게된다.
1270년부터 1270년까지 3개월 동안 고려 왕조의 실권을 맡았다.
몽골에 대한 항전을 결행함으로써 영웅으로 죽었으나, 조선 건국 후 고려사를 편찬할 때 반역자로 기록되었다.

## 생애
임연의 둘째 아들로 임유간의 동생으로 알려져 있으나 일설에는 임유무가 임연의 장남이며 임유간의 형이라고도 한다.
1270년 음력 2월 아버지 임연이 등창으로 죽자 그 지위를 승계하였다.
1270년 음력 5월 원나라에서 귀국한 원종은 그동안 최우 이후 천도한 강화도에서 개경으로의 환도를 명하였다. 그러나 원종의 외교는 고려가 몽골 제국에 복속되는 것을 의미하는 것이었다.
임유무는 원종의 명령을 거부했고 그러자 원종에 의해 회유당한 근위대 삼별초와 송송례, 홍규(洪奎) 등에게 사형당했다.
임유무의 죽음으로 이고, 이의방 이후 100년간 왕권보다도 큰 권력을 행사하던 무신시대는 종말을 고하였다. 그러나 임유무를 살해한 삼별초도 나중에는 몽골에 항거하는 쪽으로 입장을 선회한다.

## 가계
- 아버지 : 임연(林衍 1215 ~ 1270)
- 어머니 : 미상
  - 형 : 임유간(林惟幹)
  - 동생 : 임유인(林惟栶 1252 ~ 1270)
  - 동생 : 임유거(林惟柜)
  - 동생 : 임유제(林惟提)

## 같이 보기
- 임연
- 김준
- 삼별초
- 원종